# In God We Tru$t
 In God We Tru$t  (en España: El hábito no hace al monje) es una película de comedia estadounidense dirigida por Marty Feldman en 1980.

## Argumento
El hermano Ambrose es un ingenuo monje que sale por primera vez del monasterio donde fue abandonado cuando era un bebe. Guiado por un predicador de los barrios bajos de Los Ángeles, Ambrose descubrirá el amor con Marie, una prostituta...

## Reparto
- Marty Feldman
- Peter Boyle
- Louise Lasser
- Richard Pryor
- Andy Kaufman
- Wilfrid Hyde-White
- Severn Darden